# NGC 657
NGC 657 is een open sterrenhoop in het sterrenbeeld Cassiopeia. Het hemelobject werd op 28 november 1831 ontdekt door de Britse astronoom John Herschel. Deze open sterrenhoop bevat de dubbelster OΣ 35 (Otto Struve 35).

## Synoniem
- OCL 337